# 喜びも悲しみも
『喜びも悲しみも』（よろこびもかなしみも）は、1974年3月16日から同年9月28日までフジテレビ系列局で放送されていたフジテレビ制作のトーク番組である。全29回。松下電器産業（現・パナソニック）の一社提供。放送時間は毎週土曜 21:00 - 21:30 （日本標準時）。

## 概要
毎回1人のゲストおよびそのゲストと縁のある人物をスタジオに招き、司会の岸田今日子とのトークを通じて彼らの人生を浮き彫りにしていた番組。キャッチフレーズは「あなたはいつ涙する」。

## 放送局
特記の無い限り全て放送時間は 土曜 21:00 - 21:30、同時ネット。
- フジテレビ
- 北海道文化放送[2]
- 青森放送：日曜 12:15 - 12:45[3]
- 岩手放送：日曜 12:15 - 12:45[3]
- 秋田テレビ[4]
- 山形テレビ[5]
- 仙台放送[6]
- 福島テレビ：日曜 12:15 - 12:45[6]
- 新潟放送：日曜 11:30 - 12:00[注 1]
- 長野放送[8]
- 富山テレビ[9]
- 石川テレビ[9]
- 福井テレビ[9]
- 山梨放送：日曜 12:15 - 12:45[10]
- テレビ静岡[10]
- 東海テレビ[11]
- 関西テレビ[12]
- 山陰中央テレビ[13]
- テレビ岡山：日曜 12:15 - 12:45[14]
- 広島テレビ：日曜 12:15 - 12:45[14]
- テレビ愛媛[15]
- 高知放送：日曜 12:15 - 12:45[15]
- テレビ西日本[16]
- サガテレビ[16]
- テレビ長崎[16]
- テレビ熊本[16]
- 大分放送：日曜 11:30 - 12:00[15]
- テレビ宮崎[17]
- 鹿児島テレビ：日曜 12:15 - 12:45[17]
- 沖縄テレビ[18]